# Nymphicula
Nymphicula és un gènere d'arnes de la família Crambidae.

## Taxonomia
- Nymphicula acuminatalis Snellen, 1880
- Nymphicula adelphalis D. Agassiz, 2014
- Nymphicula albibasalis Yoshiyasu, 1980
- Nymphicula albidorsalis Speidel, 1998
- Nymphicula argyrochrysalis Mabille, 1900
- Nymphicula atriterminalis (Hampson, 1917)
- Nymphicula australis (C. Felder, R. Felder & Rogenhofer, 1875)
- Nymphicula banauensis Speidel, 2003
- Nymphicula beni Agassiz, 2014
- Nymphicula blandialis (Walker, 1859)
- Nymphicula bombayensis (Swinhoe & Cotes, 1889)
- Nymphicula callichromalis (Mabille, 1878)
- Nymphicula cheesmanae Agassiz, 2014
- Nymphicula christinae Agassiz, 2014
- Nymphicula concaviuscula You, Li & Wang, 2003
- Nymphicula conjunctalis Agassiz, 2014
- Nymphicula cyanolitha (Meyrick, 1886)
- Nymphicula diehlalis (Marion, 1957)
- Nymphicula drusiusalis (Walker, 1859)
- Nymphicula eberti Speidel, 1998
- Nymphicula edwardsi Agassiz, 2014
- Nymphicula fionae Agassiz, 2014
- Nymphicula hampsoni Agassiz, 2014
- Nymphicula hexaxantha Agassiz, 2012
- Nymphicula infuscatalis Snellen, 1880
- Nymphicula insulalis Agassiz, 2014
- Nymphicula irianalis Agassiz, 2014
- Nymphicula junctalis (Hampson, 1891)
- Nymphicula kinabaluensis Mey, 2009
- Nymphicula lactealis Agassiz, 2014
- Nymphicula lifuensis Agassiz, 2014
- Nymphicula luzonensis Yoshiyasu, 1997
- Nymphicula manilensis Sauber in Semper, 1899
- Nymphicula mesorphna (Meyrick, 1894)
- Nymphicula meyi Speidel, 1998
- Nymphicula michaeli Agassiz, 2014
- Nymphicula mindorensis Speidel, 2003
- Nymphicula monticola Agassiz, 2014
- Nymphicula morimotoi Yoshiyasu, 1997
- Nymphicula negrosensis Speidel, 2003
- Nymphicula nigristriata (Hampson, 1917)
- Nymphicula nigritalis (Hampson, 1893)
- Nymphicula nigrolunalis Speidel, 1998
- Nymphicula nokensis Agassiz, 2014
- Nymphicula nyasalis (Hampson, 1917)
- Nymphicula ochrepunctalis Agassiz, 2014
- Nymphicula patnalis (C. Felder, R. Felder & Rogenhofer, 1875)
- Nymphicula perirrorata (Hampson, 1917)
- Nymphicula plumbilinealis Agassiz, 2014
- Nymphicula queenslandica (Hampson, 1917)
- Nymphicula saigusai Yoshiyasu, 1980
- Nymphicula samarensis Speidel, 2003
- Nymphicula samoensis Agassiz, 2014
- Nymphicula silauensis Mey, 2009
- Nymphicula stipalis Snellen, 1880
- Nymphicula submarginalis Agassiz, 2014
- Nymphicula susannae Agassiz, 2014
- Nymphicula tariensis Agassiz, 2014
- Nymphicula torresalis Agassiz, 2014
- Nymphicula trimacula (Hampson, 1891)
- Nymphicula tripunctata Yoshiyasu, 1987
- Nymphicula xanthobathra (Meyrick, 1894)
- Nymphicula xanthocostalis Agassiz, 2014
- Nymphicula yoshiyasui D. J. L. Agassiz, 2002
- Nymphicula zambalensis Speidel, 2003

## Espècies antigues
- Nymphicula capensis (Hampson, 1906)
- Nymphicula dorophanes (Meyrick, 1937)
- Nymphicula lithorma (Meyrick, 1936)
- Nymphicula mimicalis (Hampson, 1917)
- Nymphicula sphragidacma (Meyrick, 1937)
- Nymphicula tetropalis (Hampson, 1906)
- Nymphicula triopalis (Hampson, 1906)